# Коутсбург (Илиноис)
Коутсбург (енгл. Coatsburg) град је у америчкој савезној држави Илиноис.

## Демографија
По попису из 2010. године број становника је 147, што је 79 (-35,0%) становника мање него 2000. године.
| Група             | 2000.       | 2010.       |
| Белци             | 217 (96,0%) | 146 (99,3%) |
| Афроамериканци    | 0 (0,0%)    | 0 (0,0%)    |
| Азијати           | 0 (0,0%)    | 0 (0,0%)    |
| Хиспаноамериканци | 9 (4,0%)    | 1 (0,7%)    |
| Укупно            | 226         | 147         |